# Io sono l'altro
Io sono l'altro è un singolo del cantautore italiano Niccolò Fabi, pubblicato l'11 settembre 2019 come unico estratto dall'undicesimo album in studio Tradizione e tradimento.

## Video musicale
Il video è stato reso disponibile l'11 settembre 2019 sul canale Vevo-YouTube del cantante.